# Eccidio di Coo
L'eccidio di Coo, o eccidio di Kos, fu un crimine di guerra perpetrato dall'esercito tedesco al comando del generale Friedrich-Wilhelm Müller ai danni dell'esercito italiano nell'ottobre 1943 sull'isola di Coo, che a quel tempo era territorio italiano, essendo parte del Dodecaneso. Circa un centinaio di ufficiali italiani vennero fucilati come rappresaglia per la resistenza opposta all'invasione tedesca dell'isola (la cosiddetta battaglia di Coo, parte della campagna del Dodecaneso). Una documentazione sull'eccidio è stata ritrovata nel 1994 all'interno del cosiddetto armadio della vergogna.

## I fatti

### L'armistizio
L'armistizio di Cassibile del settembre 1943, che sanciva la cessazione delle ostilità tra l'Italia e gli anglo-americani, venne annunciato a Coo l'8 settembre, cogliendo tutti di sorpresa e portando a manifestazioni di giubilo da parte della popolazione e dei militari, per la speranza di una prossima conclusione della seconda Guerra mondiale. Anche i pochi tedeschi presenti sull'isola, colti anch'essi alla sprovvista, furono facilmente disarmati. Poco tempo dopo, più di 1 500 soldati inglesi sbarcarono sull'isola per aiutare i circa 4 000 soldati italiani a difendere il territorio da una possibile invasione tedesca.

### La battaglia
Durante la battaglia si verificarono anche episodi di tradimento e collaborazionismo, come nel caso della 22ª batteria capitanata da Camillo Nasca. Questi sventolò davanti ai tedeschi la bandiera nazista e ordinò al personale della batteria di aprire il fuoco contro i propri commilitoni italiani e gli alleati inglesi. Ricevuto un rifiuto a eseguire l'ordine, egli insieme al sottotenente Perrymond eseguì personalmente il puntamento e aprì il fuoco sui propri connazionali.
All'alba del 3 ottobre la 22ª divisione aviotrasportata tedesca, guidata dal generale Friedrich-Wilhelm Müller, mise in atto l'operazione Eisbär ("orso polare") sbarcando in tre punti diversi dell'isola, sia dal mare sia dall'aria. Durante la battaglia mancò coordinamento tra italiani e inglesi, la RAF non riuscì a fornire copertura aerea e la rara presenza dell'artiglieria antiaerea non impedì alla Luftwaffe di agire incontrastata.
Così, nonostante la sproporzione delle forze in campo (i tedeschi erano circa 1 000, gli anglo-italiani circa 5 500), le forze a difesa dell'isola furono scompaginate e il 4 ottobre gli anglo-italiani dichiararono la resa. Furono fatti prigionieri in totale 1 388 inglesi e 3 145 italiani.

### L'eccidio

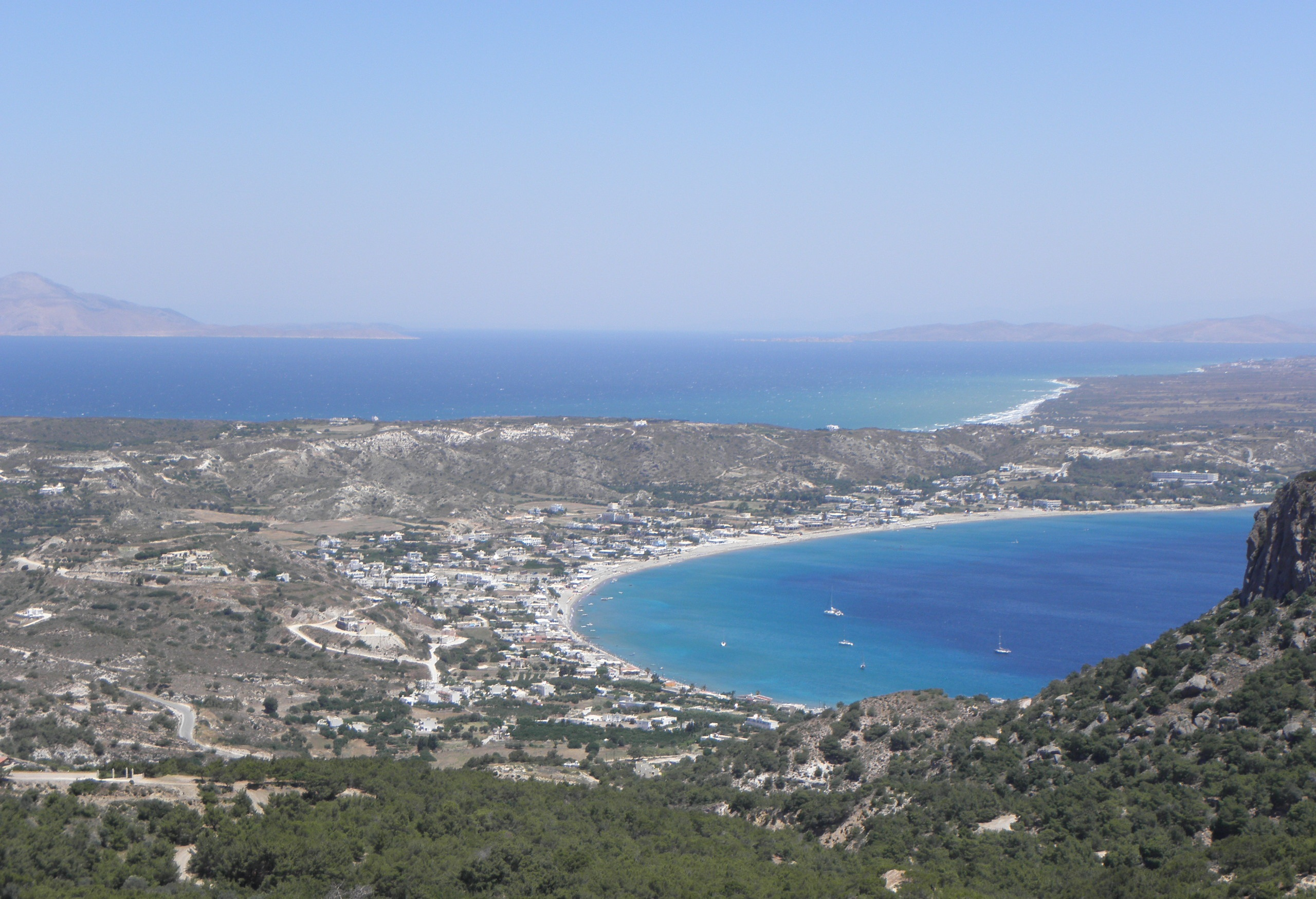
Veduta di Coo

Tra il 4 e il 6 ottobre i 148 ufficiali italiani catturati (che facevano parte del 10º Reggimento fanteria "Regina", comandato dal colonnello Felice Leggio) subirono un processo sommario sotto la direzione di Müller, a conclusione del quale si decise che tutti gli ufficiali che avevano partecipato alla battaglia del 3 e 4 ottobre sarebbero stati fucilati (tale criterio peraltro non fu applicato molto rigorosamente, per esempio tra i condannati vi fu anche il veterinario dell'esercito, che non aveva avuto alcun ruolo nella difesa dell'isola). Alla fine, dei 148 ufficiali, sette passarono con i tedeschi, 28 riuscirono a fuggire in Turchia, dieci furono ricoverati in ospedale per poi essere trasferiti prigionieri in Germania, mentre gli altri 103 furono fucilati dai militari della Wehrmacht a partire dalla sera del 4 ottobre fino al 7. Secondo un'altra fonte invece i fucilati sarebbero stati 96.

## Eventi successivi

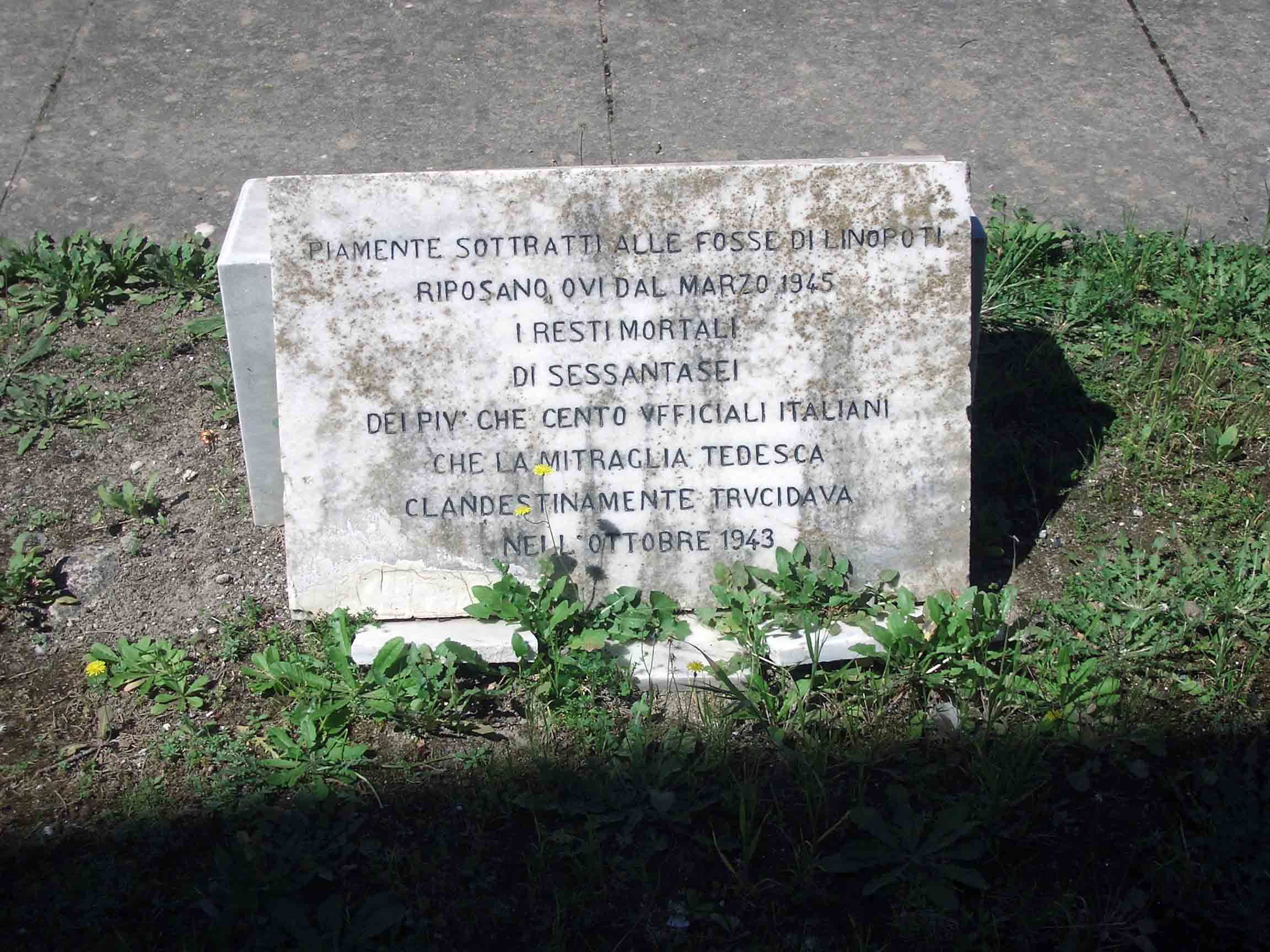
Lastra commemorativa nel cimitero di Coo. Nel 1992 è stata apposta un'ulteriore lapide monumentale, che riporta in ordine alfabetico i nomi dei 103 ufficiali italiani fucilati.

### Il ritrovamento e il processo
Solo circa un anno e mezzo dopo, nel febbraio 1945, i corpi di 66 ufficiali vennero ritrovati in otto fosse comuni a Ciflicà, località nei pressi di Linopoti, grazie a un collaborazionista, il tenente Aiello. Il generale Müller, che nel frattempo era stato catturato, a causa di tale ritrovamento (e di ulteriori atrocità commesse a Creta pochi mesi prima di sbarcare a Coo) fu accusato di crimini di guerra da un tribunale militare greco. Condannato a morte, venne fucilato ad Atene nel maggio del 1947.

### Le salme
Le 66 salme recuperate (di cui 62 identificate) furono traslate dapprima nel cimitero cattolico della città e, nel 1954, al Sacrario dei caduti d'oltremare di Bari. Nel 1958 il presidente della Repubblica Italiana Giovanni Gronchi concesse alle vittime e ai dispersi dell'eccidio la Croce al merito di guerra.
Dopo il ritrovamento del 1945, restavano ancora oltre trenta salme da recuperare. Tuttavia, nonostante fosse noto il luogo in cui i corpi presumibilmente giacevano, non fu organizzata alcuna campagna di ricerca fino al 2015. Nel luglio di quell'anno un gruppo di una ventina ricercatori volontari greci e italiani sotto la guida del colonnello Pietro Giovanni Liuzzi ha identificato il luogo dove gli ufficiali furono fucilati e seppelliti, rinvenendo effetti personali e alcune ossa, identificate poi come umane e coeve alla data della strage dall'Università di Trieste. Tali resti umani sono stati inseriti all'interno di un'urna marmorea presso l'ossario del cimitero cattolico dell'isola di Coo.
Il 31 luglio 2018, per la prima volta, a 75 anni dal tragico evento, i resti dei 103 ufficiali italiani hanno ricevuto gli onori militari, alla presenza di una rappresentanza della Nave Palinuro nonché delle autorità civili e militari dell'isola.